# Arthur Ceuleers
Arthur Ceuleers (Anversa, 28 febbraio 1916 – 5 agosto 1998) è stato un calciatore belga, di ruolo attaccante.

## Carriera
Vinse due campionati belgi con il Beerschot, nel 1938 e nel 1939. Con 280 reti è il miglior marcatore nella storia della massima divisione calcistica del Belgio.

## Palmarès

### Club

#### Competizioni nazionali
- Campionato belga: 2

Beerschot: 1937-1938, 1938-1939